# Martial Merlin
Pour les articles homonymes, voir Merlin.
Martial Henri Merlin, né à Paris le 28 janvier 1860 et mort à Clichy le 8 mai 1935, est un haut fonctionnaire français. Ancien administrateur colonial, il a été gouverneur général de l'Afrique-Occidentale française (AOF) à plusieurs reprises, de Madagascar, de l'Afrique-Équatoriale française (AEF), et enfin de l'Indochine française.

## Biographie

### Jeunesse et études
Martial Merlin est né à Paris le 20 janvier 1860. 

### Parcours professionnel
Après cinq années de service militaire, de 1880 à 1885, il entre dans l'administration coloniale le 18 août 1887 et devient administrateur aux îles Marquises. Il devient secrétaire général du gouvernement du Congo en 1897 puis de la Martinique en 1899. Nommé au Bureau des Affaires politiques, il est promu directeur par le gouverneur du Sénégal, Henri Félix de Lamothe et remplace ce dernier par intérim. Il devient gouverneur de la Guadeloupe entre 1901 et 1903.

À plusieurs reprises Gouverneur général par intérim en AOF, il joue un rôle déterminant dans l'arrestation et le deuxième exil, cette fois en Mauritanie, d'Ahmadou Bamba en 1903.

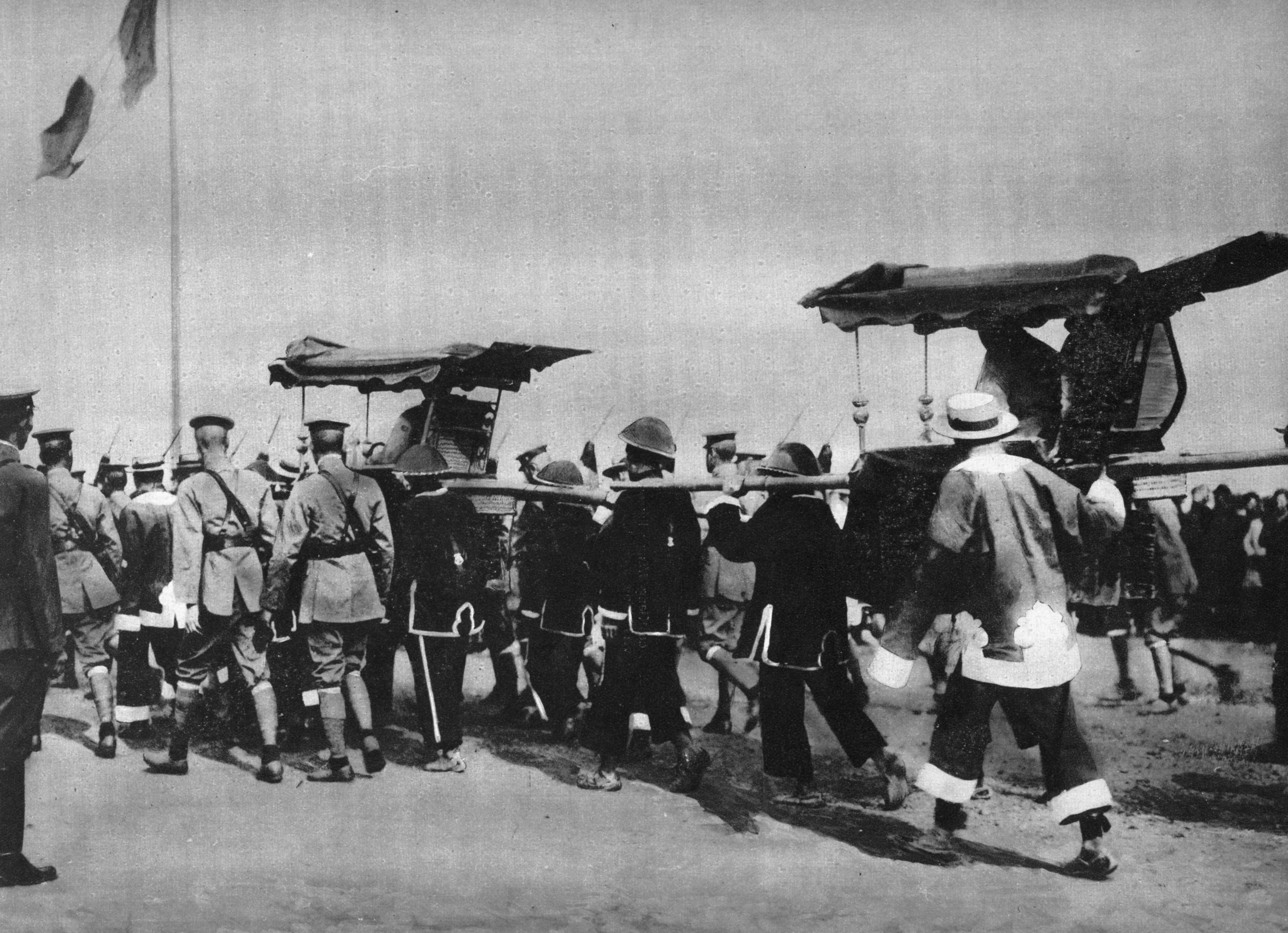
Voyage du gouverneur Merlin au Yunnan en 1924.

Également impliqué dans la valorisation de la colonie, il crée à Dakar en 1903 un jardin et une pépinière, connus sous le nom de Parc forestier et zoologique de Hann.
Succédant à Ernest Roume, Martial Merlin est nommé gouverneur général de l'AOF une première fois du 15 décembre 1907 au 9 mars 1908. À son départ, c'est William Merlaud-Ponty qui prend la relève. Martial Merlin devient gouverneur général de l'AEF du 28 juin 1908 au 15 mai 1917. Durant son mandat, il décide de renforcer les moyens militaires lors de la Campagne du Borkou et de l'Ennedi, elle se termine par l'occupation des troupes françaises.
Du 24 juillet 1917 au 1er août 1918 il est gouverneur général à Madagascar.
Lorsque Joost van Vollenhoven quitte le poste à l'AOF le 22 janvier 1918, l'intérim est assuré par Gabriel Louis Angoulvant et Charles Désiré Auguste Brunet, puis c'est Martial Merlin qui reprend ses fonctions à la tête de l'AOF du 16 septembre 1919 au 18 mars 1923. Jules Carde lui succède cette fois.
D'août 1923 à avril 1925, il est gouverneur de l'Indochine française. Le 19 juin 1924, en visite à Canton, il fait l'objet d'une tentative d'assassinat à la bombe, lancée par Phạm Hồng Thái (en), alors qu'il donne un repas en présence des Français résidant dans l'enclave britannique. Cet évènement contribuera à encourager le mouvement de libération nationale. 
Il meurt à l'hôpital Beaujon de Clichy le 8 mai 1935.

## Vie privée
Divorcé, il se marie en seconde noces à la sœur de sa première épouse. Il est le père du tennisman André Merlin, né à Brazzaville en 1911. Il fut franc-maçon du Grand-Orient de France.

## Décorations
- Grand officier de la Légion d'honneur (1923)